# Кутафья башня
Кута́фья ба́шня (также Предмо́стная, Отводна́я, Борисогле́бская) — единственная сохранившаяся отводная башня-стрельница Московского Кремля, составляла единый оборонительный комплекс с Троицкой башней и Троицким мостом. Датируется периодом между 1495—1516 годами, автором проекта считают итальянского архитектора Алевиза Фрязина.
Башню неоднократно перестраивали и реставрировали, в результате современный облик значительно отличается от изначального. В начале XVI века башня была свыше двадцати метров высотой, не имела внутреннего свода и обильного декора фасадов. Ажурный верх добавили только в XVII веке. В стенах башни практически не осталось кирпичей оригинальной кладки.
В XXI веке Кутафья башня служит входом для посетителей Кремля. В 2012 году у её северной стены построили стеклянный павильон с турникетами и пунктами досмотра. Изменение облика исторического здания было критически воспринято представителями архитектурного сообщества и специалистами ЮНЕСКО.

## Этимология
Существуют несколько версий происхождения основного названия башни. Согласно первой теории, оно восходит к древнерусскому слову «кутафья», обозначавшему неуклюжую, безобразно одетую женщину. Однако на момент строительства башня превышала двадцать метров в высоту и выглядела гармонично. Современный приземистый облик сложился постепенно из-за земляных работ у её основания и нарастания культурного слоя за многовековую историю Кремля.
Вторая версия объясняет название трансформацией слова «кут» — укрытие, угол. Однако с точки зрения лингвистики его производное звучало бы как «Кутовая» или «Кутная», а не «Кутафья».
Третья версия предполагает, что название произошло от изменённого слова «скуфья» — «тафья», с добавлением слога «ку».

## Датировка
Точно установить год строительства башни затруднительно из-за отсутствия однозначного свидетельства в летописях, на этот счёт существуют две основные версии. По мнению историка XIX века Петра Бартенева, Кутафья башня строилась в 1516 году, уже после завершения работ по перестройке Кремля в кирпич и создания линии круговой обороны. При этом Бартенев определяет период строительства Троицких моста и башни 1495—1499 годами, хотя Кутафья башня являлась их отводной стрельницей и представляется маловероятным, что подобный важный элемент обороны не был закончен ещё почти двадцать лет. При этом кирпичная кладка и устройство подошвенного боя у обеих башен идентичны.
В середине XX века историк Михаил Рабинович по результатам данных археологических раскопок назвал вероятным временем строительства как 1495—1499 годы, так и 1516-й. На основе архитектурной реконструкции реставратора Дмитрия Кульчинского и позднейших работ исследователей XX века выдвигается теория, что Кутафья башня была создана именно в 1495—1499 годах, поскольку она является неотделимой частью оборонного звена Троицких моста и ворот. Аналогично в период создания кирпичного Кремля Ивана III были укреплены Константино-Еленинский и Тайницкий въезды в Кремль.

## История

### Основание
Башня была возведена в конце XV — начале XVI века на невысоком правом берегу Неглинки. Руководил строительством архитектор из Милана Алевиз Фрязин. Её общая высота превышала двадцать метров. Цоколь был сложен из большемерного кирпича и опирался на мощный белокаменный фундамент. Башня имела в плане вид подковы и выступала за линию крепостной стены в нижней части, выходя на реку округлённой стороной. Завершал здание низкий деревянный шатёр по окружности стен, который оставлял открытой центральную часть. В верхней части располагались машикули и ряд зубцов, а на нижнем ярусе — бойницы подошвенного боя.
В плане Алевиза Фрязина башня имела трое ворот, только западная стена была глухой. С остальных сторон располагались проходы: на востоке к Троицкой башне, а с севера и юга — к защитному рву. Идентичный проект этих двух выходов предполагал наличие перекидных мостов: в обеих арках находятся опорные блоки для подъёмного механизма. Следующий необходимый конструктивный элемент — свободные щели для хода рычага — обнаружены только в северных воротах.

### XVI—XVIII века
На момент строительства Кутафья башня являлась мощным оборонным сооружением. У её восточных ворот была вырыта глубокая яма, вторая такая же — на противоположном конце Троицкого моста, преодолеть их можно было только положив сверху специальный деревянный помост. В XVI—XVII веках уровень воды в реке Неглинной был поднят плотинами, а берега укреплены сваями. Вода окружила башню со всех сторон, постепенно речной ил и грунт новой набережной закрыли выступающий цоколь. Со стороны города в башню можно было попасть только по наклонному мосту. При подходе со стороны Смоленского тракта и нападении на Кремль атакующим пришлось бы несколько раз поворачивать, находясь при этом в зоне обстрела.
В конце XVI века был создан новый оборонный пояс Кремля — Белый город. Троицкие ворота окружили каменной стеной, для дополнительной защиты были построены Арбатские и Никитские ворота. Кутафья башня утратила свою ценность как отводная стрельница и скоро была перестроена. В её внутреннем объёме добавили цилиндрический свод, южные ворота заложили, а проём северных значительно уменьшили. Троицкие ворота и Кутафья башня превратились в «семейный царский и патриарший выезд»: через них проходили торжественные процессии при встрече монархов или во время приезда в столицу чудотворных икон. Например, в 1598 году через Кутафью башню в Кремль «шёл на царство» Борис Годунов. 5 апреля 1665 года у Кутафьей башни дежурили четыре стрельца, а у Троицких ворот — девять. Такой караул считался усиленным и был выставлен по случаю богомольного выхода Алексея Михайловича.
К концу XVII века Кремль потерял оборонительное значение и стал превращаться в представительную царскую резиденцию. В 1685 году Кутафью башню снова перестроили в соответствии с требованиями эпохи: деревянную шатровую кровлю и зубцы верхнего диаметра разобрали, вместо них создали аркадный ажурный верх — парапет с белокаменными деталями. Поскольку Алевизов ров уже был засыпан, отпала необходимость в подъёмных мостах и их демонтировали. Для проезда на Троицкий мост в башне разобрали часть западной стены и сделали там ворота.
Со стороны Троицкого моста прямо на камнях башни был написан лик Святого Владимира, со стороны Никитской — святых Бориса и Глеба, а над выходом к Неглинной находилась деревянная икона Трёх Вселенских Святителей. Благодаря этим образа́м в речи москвичей Кутафья башня тогда носила несколько названий: Борисоглебская, Владимирская и даже Патриаршая — поскольку через неё был ближайший проезд к Патриаршему двору.
В 1780 году кирпичный свод башни из-за ветхости решено было разобрать, с этого момента она стала внутри полностью открытой.
До конца XIX века все похоронные процессии покидали Кремль через Кутафью башню.

### XIX век
2 сентября 1812 года через Кутафью башню в Кремль вошли солдаты Наполеона. 11 октября, при отходе французской армии, значительная часть Кремлёвских построек была заминирована — от взрывов пострадали Боровицкая и Никольская башни, полностью уничтожена Водовзводная. Кутафья башня не пострадала.
В 1867 году башню снова перестроили. Под руководством архитектора П. А. Герасимова заложили боковые арочные проёмы и оставили сквозной проезд на Манежную улицу, а у северной стены пристроили маленькое деревянное здание — кордегардию. Уже спустя несколько десятилетий, в 1901 году, его снесли во время очередной реставрации. Тогда же была окончательно засыпана нижняя часть башни. В 1912-м в киотах Кутафьей башни ещё сохранялись образа, а в целом её облик имел сильное сходство с башнями Новодевичьего монастыря.

### После революции
В 1917 году при обстреле Кремля большевиками Кутафья башня получила значительные повреждения: были разбиты стены, уничтожены многие зубцы верхнего диаметра. Ремонт провели только после марта 1918-го, когда Кремль заняло советское правительство во главе с Владимиром Лениным. Кутафью башню отремонтировали, к ней снова построили кордегардию. В этот раз она уже была кирпичной и стилизована под XVII век. Проект выполнил архитектор Николай Виноградов. Здание простояло до 1976 года, в нём размещались пропускное бюро, экспедиция по приёму обращений от граждан и окно для приёма спецпочты.
Кутафья башня не пострадала и во время Великой Отечественной войны, когда в 1941 году немецкие военно-воздушные силы бомбили Москву. Следующий ремонт проходил уже в 1960—1970 годах, когда в Кремле под руководством архитектора Дмитрия Кульчинского велась масштабная реставрация исторической застройки. В 1976—1977 годах башне придали исторический облик: в стенах восстановили изначальные арочные ворота и вернули фасадам двухцветную окраску. Проектом руководили архитекторы А. В. Воробьёв и А. И. Хамцов. Образ Святого Владимира отреставрировали потомственные иконописцы Брягины. В этот период была снова демонтирована кордегардия, однако снесли только второй этаж. На оставшейся части образовалась бетонная площадка, где разместили торговые киоски и билетные кассы.

### После распада СССР
В 1993 году Банк России выпустил купюры нового образца, на оборотной стороне банкноты достоинством в 200 рублей было размещено изображение Троицких ворот и Кутафьей башни. Эти купюры вышли из обращения после деноминации 1998 года.

## Современность
В 2006 году Регламентная комиссия Градостроительного совета Москвы получила на рассмотрение план пристройки к Кутафьей башне контрольно-пропускного пункта, в котором будущие работы назывались реконструкцией и восстановлением исторического здания кордегардии. Строительство было аргументировано желанием ускорить процесс допуска экскурсантов в Кремль и создать более комфортные условия ожидающим в очереди на досмотр. К 2012 году проект был одобрен. По мнению специалистов «Архнадзора», он нарушал законодательство России и международные обязательства страны по охране памятников культуры под защитой ЮНЕСКО. В 2013-м её комитет по всемирному наследию включил в повестку следующей сессии вопрос о сохранности Московского Кремля.
На 39 сессии ЮНЕСКО в 2015 году было отмечено, что Москва впервые за 25 лет отправила организации доклад и отчёт о состоянии Кремля, а в 2014-м пригласила в него представителей общества на международный семинар «Мировое наследие: сохранение, управление, популяризация». Однако в докладе России отсутствовал детальный план развития и консервации ансамбля, не были обозначены необходимые охранные зоны. ЮНЕСКО потребовало заморозить дальнейшие работы внутри Кремля и предоставить к 1 декабря 2016 года подробные сведения о запланированных изменениях с полным перечнем технических параметров.
По состоянию на 2018 год на первом этаже пристройки к башне работает камера хранения, в стеклянном павильоне второго этажа находятся кассы и входная группа.
В 2010 году Фондом Андрея Первозванного были найдены и восстановлены надвратные иконы Спасской и Никольской башен. Планировалось исследовать и восстановить иконы Кутафьей и других башен.